# میدان آرژانتین

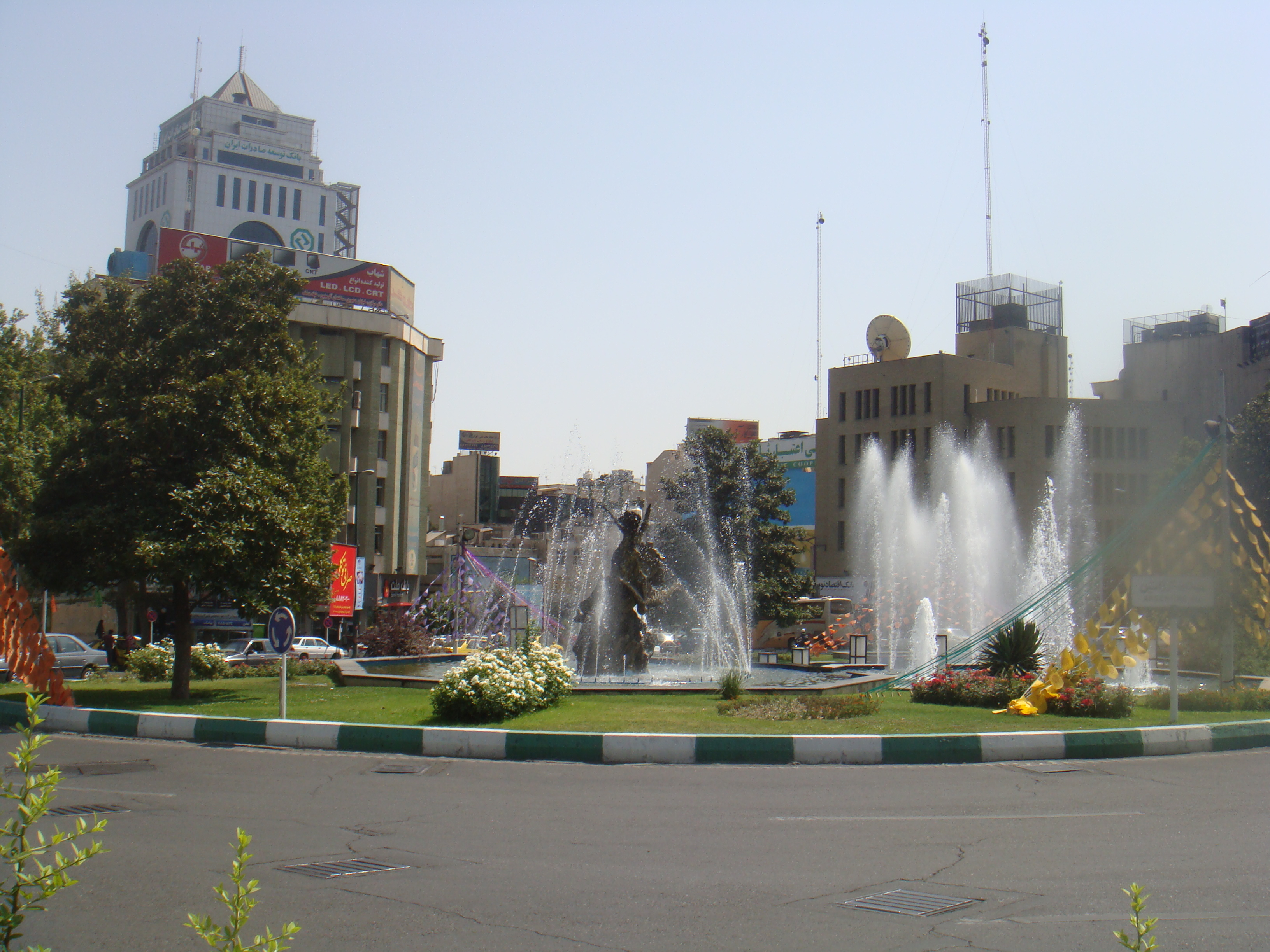
میدان آرژانتین تهران

میدان آرژانتین، یکی از میدان‌های شهر تهران است. خیابان‌های آفریقا، الوند، بهاران، احمد قصیر و بیهقی به این میدان می‌رسند. نامگذاری این میدان برای ایجاد دوستی بین مردم آرژانتین و ایران بوده‌است.
نزدیک‌ترین ایستگاه‌های مترو به این میدان مصلی و میرزای شیرازی می‌باشند.

## تاریخچه
محله اطراف میدان آرژانتین در قدیم جزو زمین‌های کشاورزی، باغبانی و دامداری بود. محله‌ای که آب‌وهوای مناسبی داشت و در گذشته بسیاری از زمین‌های آن توسط شاهان و دربار خریداری شد. در سال ۱۳۴۶، تفاهم‌نامه‌ای بین ایران و کشور آرژانتین ایجاد شد. تفاهم‌‌‌نامه‌ای که مبنای آن صلح میان دو کشور بود. در نتیجه کشور ایران به پاس قدردانی، نام این میدان را آرژانتین گذاشت. بعد از این قرارداد، در این محدوده ساخت‌وساز رونق گرفت و رو به روز به آبادانی آن افزوده شد.
یکی از نمادهای محله آرژانتین،‌ پارک ساعی است. پارک ساعی در گذشته جزو یکی از اراضی عباس‌آباد بود. اراضی مهمی که کریم ساعی تصمیم گرفت بخشی از آن را تبدیل به پارک کند. به طوری که در سال ۱۳۲۴، مقدمات و ایده اصلی ساخت آن شکل گرفت. کریم ساعی در این پارک درختانی چون چنار و عرعر را به صورت پلکانی و جنگل‌کاری کاشت و یک پارک جنگلی زیبا در این محله احداث کرد. این پارک اکنون به شهرداری تهران واگذار شده و سازه‌هایی چون برکه، آبشار و زمین بازی به آن اضافه شده و در اختیار عموم مردم قرار دارد.